# Radimovice u Tábora
Pour les articles homonymes, voir Radimovice.
Radimovice u Tábora (en allemand : Radimowitz bei Tabor) est une commune du district de Tábor, dans la région de Bohême-du-Sud, en Tchéquie. Sa population s'élevait à 63 habitants en 2020.

## Géographie
Radimovice u Tábora se trouve à 6 km au nord-ouest du centre de Tábor, à 55 km au nord-nord-est de České Budějovice et à 71 km au sud-sud-est de Prague.
La commune est limitée par Chotoviny au nord, par Košín à l'est, par Tábor et Nasavrky au sud et par Radkov à l'ouest.

## Histoire
La première mention écrite du village date de 1219.